# Harry Dwight Chamberlin
Harry Dwight Chamberlin, ameriški jahač in general, * 19. maj 1887, † 29. september 1944.
Nastopil je na poletnih olimpijskih igrah leta 1920, leta 1928 in leta 1932.

## Življenjepis
Leta 1910 je diplomiral na Vojaški akademiji ZDA.
Bil je eden najboljših ameriških jahačev, tako da je nastopil na poletnih olimpijskih igrah leta 1920, leta 1928 in leta 1932. Na zadnjih olimpijskih igrah je tako osvojil individualno srebrno medaljo v preskokih in ekipno zlato medaljo v trodnevnem jahaškem tekmovanju.
Sodeloval je tudi pri ustanovitvi stalne Jahaške ekipe ZDA, ki je nato sodelovala na različnih tekmovanjih.

## Dela
- Riding and Schooling Horses (1934)
- Training Hunters, Jumpers and Hacks (1937)